# Blarina carolinensis
Blarina carolinensis Bachman, 1837 è un piccolo mammifero grigio, a coda corta, appartenente alla   famiglia dei Soricidi, diffuso negli Stati Uniti.

## Descrizione
A prima vista sembra un roditore, tuttavia fa parte dell'ordine Soricomorpha e non va confuso con un membro dell'ordine Rodentia.
Ha un muso lungo, a punta, ed orecchie che sono quasi nascoste dal pelo morbido e folto. Vive nelle foreste e nei prati dove c'è abbondanza di cibo e riparo.

## Biologia
Le sue tane sono costruite in due strati, uno vicino alla superficie, e uno più in profondità, collegato all'altro. Le tane vengono spesso costruite sotto i tronchi, che possono esser penetrati e perforati facilmente se il tronco è marcio. Blarina carolinensis è un animale sociale; è noto per dividere i suoi sistemi di tana con parecchi individui. Il maschio e la femmina vivono insieme durante il periodo pre-riproduttivo.
Il periodo dell'accoppiamento dura da febbraio a novembre, e le femmine hanno due o tre cucciolate all'anno. La gestazione dura da 21 a 30 giorni, e poi nascono da due a sei piccoli. Questi vengono sistemati in giacigli di erba e foglie a cui si accede attraverso un tunnel. Queste tane per le covate sono molto più grandi delle rispettive tane da riposo.
La dieta del Blarina carolinensis consiste di insetti, anellidi, vegetali, millepiedi, aracnidi, molluschi, vertebrati, crostacei ed è conosciuto per serbare lumache per l'inverno. La sua saliva è velenosa, ed è iniettata nelle ferite delle prede con i denti. Il suo veleno è potente abbastanza da uccidere i topi, ma non è letale per l'uomo.
I loro predatori includono serpenti, falchi, civette, volpi, donnole, moffette e gatti.

## Galleria d'immagini

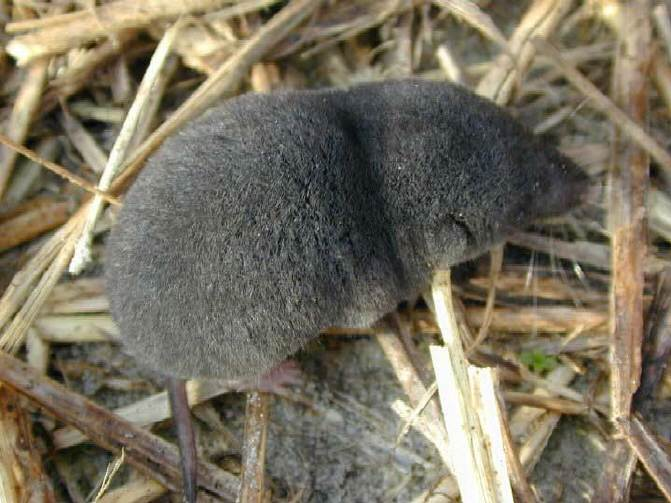
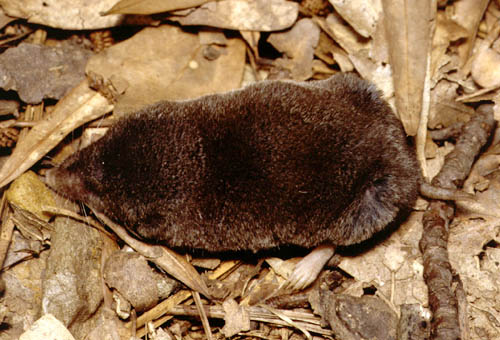
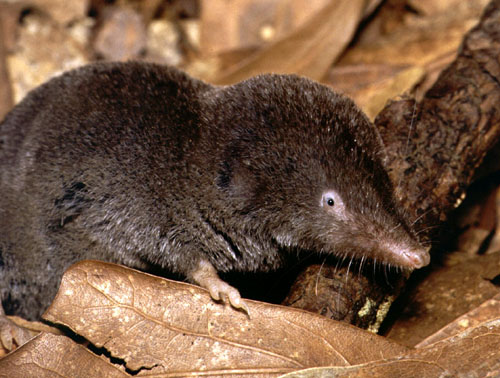